# Redneck Zombies
Redneck Zombies é um filme independente de baixo orçamento produzido nos Estados Unidos em 1989 do gênero comédia de terror, foi co-escrito por Steve Sooy, Anthony M. Carr e dirigido por Pericles Lewnes. Lançado pela Troma Entertainment.

## Sinopse
No interior dos Estados Unidos, um barril de resíduos radioativos, cai de um caminhão do exército na floresta. Alguns rednecks dementes encontram-o e usam como parte de sua destilaria. Todos que bebem do licor produzido por eles se transformam em zumbis canibais.

## Elenco
- Steve Soo... Paciente #1
- Anthony M. Carr... Atendente
- Ken Davis... Paciente #2
- Stan Morrow... Dr. Kildare
- Brent Thurston-Rogers... Dr. Casey
- Lisa M. DeHave... Lisa Dubois
- Tyrone Taylor... Tyrone Robinson (soldado)
- Anthony Burlington-Smith... Bob
- James H. Housely... Wilbur
- Martin J. Wolfman... Andy
- Boo Teasedale... Sally
- Darla Deans... Theresa